# Are You Gonna Be My Girl
«Are You Gonna Be My Girl» (укр. «Ти будеш моєю дівчиною?») — пісня австралійської рок-групи Jet, випущена у 2003 році в першому їх альбомі та одразу стала хітовою у Австралійському Союзі та Сполученому Королівстві, а наступного року і в США. Композиція представляє собою сибіоз пісень «Lust for Life» Іггі Попа, «Screwdriver» The White Stripes, «I'm Ready for Love» Martha and the Vandellas та «You Can't Hurry Love» The Supremes. Використовується у багатьох відео іграх, телевізійних шоу та фільмах, зокрема: Євротур, Пригоди у Веґасі, Змивайся, Зої 101, Rock Band (відео гра), Guitar Hero Live, Rocksmith 2014 тощо.